# Laia Pérez i Fontan
Laia Pérez i Fontan, també coneguda pel nom artístic de Laia Fontàn, (Barcelona, 15 de juny de 1995) és una actriu de teatre, cinema i televisió catalana, coneguda pel seu paper de coprotagonista a la sèrie Les de l'hoquei. Una de les seves facetes artístiques més destacades és el cant.

## Filmografia
Les obres de teatre, cinema i sèries de televisió en les qua ha participat són:

### Cinema
- Appland, dir. Hugo Royo (2018)
- Show en el Apolo, dir. Núria Pascual (2018)
- Ventanas, dir. Shubhra Vandit (2018)
- Liu Bai, dir. Ran Shao (2017)
- Todos los hombres del Mundo, dir. Chris Tholon (2017)
- Una más, dir. Marina Verte (2017)
- Realidad Irreal, ESCAC (2017)
- No és el que sembla, dir. Jordi Casals (2016)
- El velo, dir. José Sibaja (2016)

### Televisió
- Les de l'hoquei com a Janina Díaz,[1] Brutal Media - TV3 (2019)[4]

### Teatre
- La Duda, de Patrick Shanley, dir. Miquel Malagarriga (2017)
- Ocells i llops, de Josep Maria de Sagarra, dir. Ricard Salvà (2017)[5]
- Bruna, EMAV (2017)

### Teatre musical
- The Ugly Duckling, TransEduca Gira Madrid – Santiago de Compostel·la (2018)
- The Book of Mormon, dir. Arnau Abella (2017)
- Rent, dir. Joan Rafart (2014)
- Spring Awakening, dir. Joan Rafart (2012)